# Chardonne
Chardonne é uma comuna da Suíça, situada no distrito do Riviera-Pays-d'Enhaut, no cantão de Vaud. Tem 10,30 km² de área e sua população em 2018 foi estimada em 2.944 habitantes.

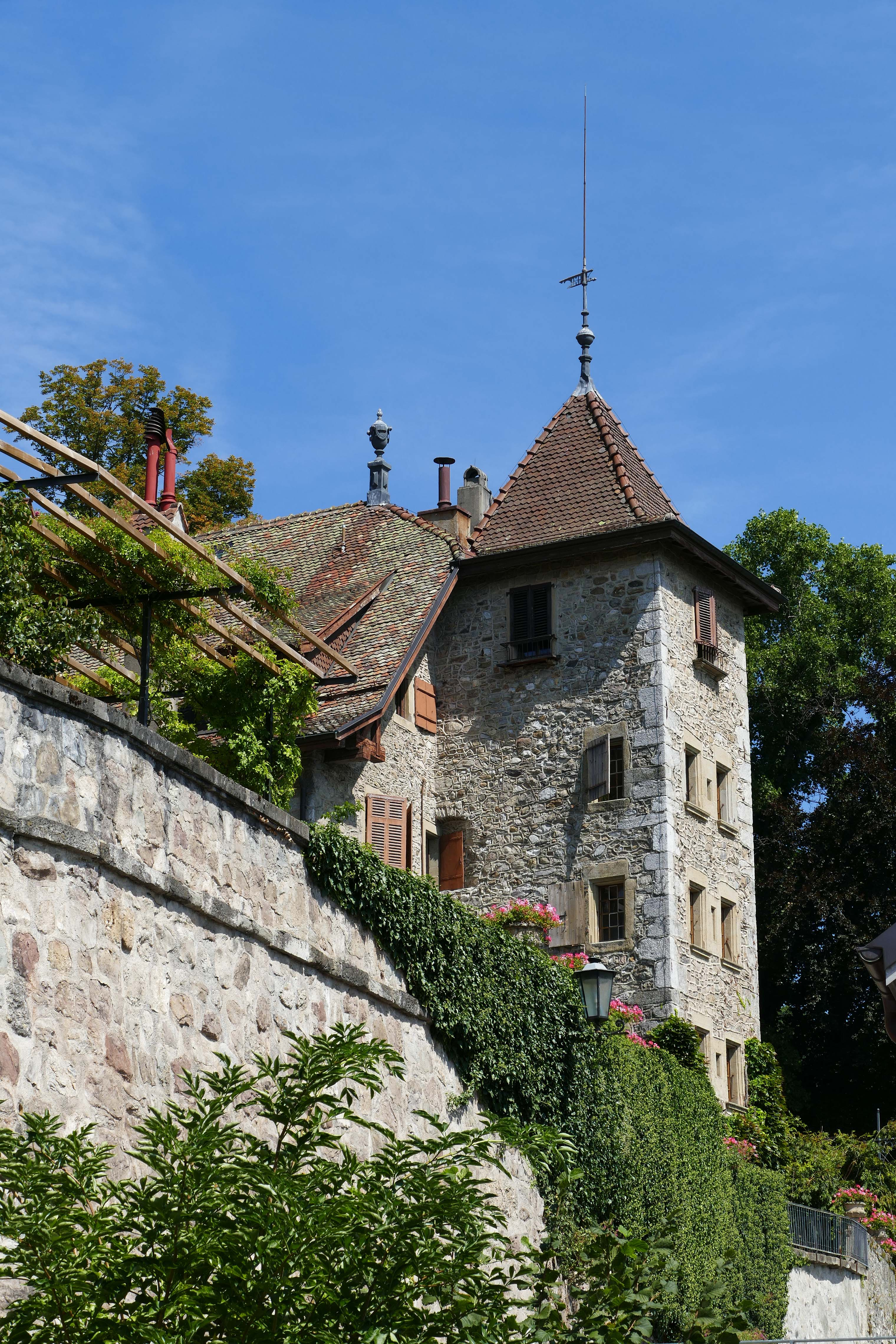
Castelo. Chardonne.